# ミーティア (ガンダムシリーズ)
- 機動戦士ガンダムSEED > コズミック・イラの機動兵器 > ミーティア (ガンダムシリーズ)
- 機動戦士ガンダムSEED DESTINY > コズミック・イラの機動兵器 > ミーティア (ガンダムシリーズ)

ミーティア (METEOR) は、「ガンダムシリーズ」のうちのコズミック・イラ (C.E.) 年代を描いた「ガンダムSEEDシリーズ」に登場する架空の兵器。初出作品は、シリーズ第1作として2002年 - 2003年に放映されたテレビアニメ『機動戦士ガンダムSEED』。人型ロボットの一種である「モビルスーツ (MS) 」の強化ユニットで、宇宙艦艇の砲塔の一部としても機能する。
作中国家のひとつであるプラントの軍事組織「ザフト」が建造した新型艦「エターナル」の付随ユニットで、艦に搭載されているMSの背部に合体することで、内蔵されたすべての武装を使用可能。基本的にはエターナルの艦載機であるフリーダムガンダムとジャスティスガンダムとの合体を想定しているが、後継アニメ作品や外伝作品ではさまざまな勢力の機体と合体する。『SEED』劇中では、主人公キラ・ヤマト搭乗のフリーダムとアスラン・ザラ搭乗のジャスティスによって運用され、地球連合軍対ザフトの戦争の終結に貢献する。
当記事では、外伝シリーズである『ガンダムSEED MSV』で設定された派生型ヴェルヌ35A/MPFM 多目的飛行モジュールの解説も行う。

## 設定・デザイン
初登場は、『SEED』の第47話（母艦に接続された状態では第42話から）。ミーティアとは英語で「流星」「隕石」の意味であるが、命名の元となったのはT.M.Revolutionによる挿入歌「Meteor -ミーティア-」となる。『SEED』の監督を務めた福田己津央は西川貴教との対談において、ミーティア2機のうち1機を「INVOKE（インヴォーク）」と命名する案も存在した旨を明かしている。また、福田は書籍のインタビューにおいて、バンダイからのリクエストでミーティアを登場させた旨を明かしている。

## 設定解説
METEOR （Mobilesuit Embedded Tactical EnfORcer＝モビルスーツ埋め込み式戦術強襲機）はジャスティスやフリーダムといった核エンジン搭載型MS用のアームドモジュールである。通常は母艦エターナルの機首両脇にあるガントリーに「ハングモード」として接続され、艦側の動力部を介した艦砲として運用されている。
設計は、小型宇宙船や航空機を担当するヴェルヌ局と火器類開発のウエルズ局。開発は。ザフト三大設計局（アジモフ・クラーク・ハインライン）と統合設計局。
その基本戦術は戦艦数隻分の大火力によって複数敵を一気に殲滅するというもの。
ザフト艦艇で幅広く使用されるMMI-M729エンジンの発展型である高推力エンジンによって戦闘機並の機動性は得たものの、あくまで追加モジュールなので、PS装甲のような防御装備は非採用。機動用に大容量パワーセルを有するが、兵装などのエネルギー供給とFCSはMSに依存するため、単独戦闘はできず、対MS戦は不得手。肉薄された際は収納スペースに格納されているMS用携行兵装を射出し、ミーティアをパージしたうえでの戦闘が推奨されている。
初期構想では現行MSの稼働時間・飛行性能・機動力・火力を向上を狙ったザフト版ストライカーパックだったが、無尽蔵の大電力を持つNジャマーキャンセラー搭載機の登場で、破壊力と機動力に主眼を置く武装プラットフォームとなった。
なお、ユニウス条約締結による軍縮の際、表向きには解体処分。このユニットモジュール構想を発展させたのがリジェネレイト。当初のコンセプトであった現行MSへの強化用タイプは、ミーティア改として完成し、CE73年のシルエットシステムにも培われたノウハウが生かされている。

### 武装
93.7cm高エネルギー収束火線砲
両側面に装備した、連射力で威力を発揮するビーム砲。MSを一撃で撃破し得る威力を有している。
60cmエリナケウス 対艦ミサイル発射管
広範囲を同時攻撃可能な対艦ミサイル。
93.7cm火線砲と併設される22連装×2基と、テールスタビライザー上部に備える3連装×3基。
エリナケウスとはラテン語で「ハリネズミ」の意味。
ウェポンアーム
ミーティア本基とフレームで繋がりMS側で操る武装モジュールで、派生機のミーティア改にも採用されているものである。
60cmエリナケウス 対艦ミサイル発射管
アームの根本付近に12連装×2基で備えるミサイル。
120cm高エネルギー収束火線砲
アーム先端中央の大口径ビーム砲。
CE71年時点では核エネルギーで戦艦クラスの威力を発揮する、MS用として最強のビーム兵器であった。
MA-X200 ビームソード
アーム先端の上下に分かれた発生器から出力される大型のビームサーベル。
伸ばした中程で融合した刀身は戦艦をも一刀両断する威力を持つ。
キラとアスランによる慣熟訓練の折には、01号のビームサーベルの調整が完全ではなかったことから、3倍の刀身を発生させて廃コロニーを破壊し、フリーダムの核エンジンをレッドゾーンにダウンさせた結果、一瞬だけフェイズシフト装甲がダウンしている。

### 開発ナンバー
ミーティアはアニメーションシリーズ、および外伝作品を含めて計6機が登場した。ナンバーにおいては01から08までが存在するが、03号機と04号機は劇中において確認されていない。
外伝作品『機動戦士ガンダムSEED DESTINY ASTRAY』において、業務を承ったジャンク屋組合を介して幾つかは実戦参加や流出が発生している。05号機と06号機は、ジャンク屋組合が襲撃を受けた際に解体処分を待っていた機体が使用された。07号機と08号機は、関連書籍において「ジャンク屋が出所である可能性が否定できない」とされている。一方、07号機と08号機はクライン派によって新造されたとする資料もみられる。

#### 作中での登場機と装備機
01号機・02号機
『機動戦士ガンダムSEED』に登場。フリーダムとジャスティスが装備した。うちフリーダムが使用した01号機は作中で大破したが、02号機は行方不明となっている。
05号機・06号機
『SEED DESTINY ASTRAY』に登場。05号機と06号機はミーティア内部に核動力を搭載したマイナーチェンジが施されている。これらはブルーフレーム セカンドLとイライジャ専用ザクファントムが装備した。
07号機・08号機
『機動戦士ガンダムSEED DESTINY』に登場。ストライクフリーダムが07号機、インフィニットジャスティスが08号機を使用した。本体に核動力は存在せず、エネルギーはドッキング中のMSから供給される。
C.E.75年を描いた『機動戦士ガンダムSEED FREEDOM』では、核動力に換装されたデュエルブリッツとライトニングバスターが使用。さらにインパルスSpec IIとドッキングする場面もある。

### 劇中での活躍
機動戦士ガンダムSEED
第二次ヤキン・ドゥーエ攻防戦において、キラ・ヤマトのフリーダムがナンバー01のミーティア、アスラン・ザラのジャスティスがナンバー02のミーティアとドッキングし、プラントに飛来する無数の核ミサイルを迎撃して破壊する。
キラとアスランの連携によってカラミティを撃破したほか、一斉射撃で多数のMSを戦闘不能にしてビームソードでアガメムノン級の艦体を両断して撃沈した。基本は対艦対拠点（要塞・基地）用の兵器であるが、対MSに用いられることも多かった。ナンバー01はプロヴィデンスとの戦闘で破壊されたが、ナンバー02は終戦まで戦闘可能状態を保っていた。
機動戦士ガンダムSEED DESTINY
メサイア攻防戦において、キラのストライクフリーダムがナンバー07のミーティア、アスランのインフィニットジャスティスがナンバー08のミーティアとドッキングし、月軌道にあるレクイエムの一次中継ステーション「ステーション・ワン」に押し寄せるザフト艦隊と交戦した。
デスティニーやレジェンドとの戦闘では、ストライクフリーダムもインフィニットジャスティスもミーティアを切り離して戦闘を行った。その後、キラがメサイアへ向かう際には再びストライクフリーダムをドッキングさせ、使用している。
機動戦士ガンダムSEED DESTINY ASTRAY
ミーティア内に核エンジンを持つバリエーション機。後述のヴェルヌと同じく、ユニウス条約の兵力削減業務の一環として、ジャンク屋がザフトから回収した機体である。叢雲劾のブルーフレーム セカンドL（ナンバー05）とイライジャ・キールのイライジャ専用ザクファントム（ナンバー06）に貸し出され、ジェネシスαでのジャンク組合本部防衛戦において使用した。

## ヴェルヌ35A/MPFM 多目的飛行モジュール
雑誌『月刊ホビージャパン』において展開していた模型連動企画『機動戦士ガンダムSEED MSV』において登場。デザインは大河原邦男が担当している。
設定解説
「ミーティア改」の名で広く知られる Multi Purpose Flight Module=多目的飛行モジュール。ミーティアとは逆に、搭載したNジャマーキャンセラーによる核エネルギーを動力とし、在来のバッテリー動力機でも運用できるよう開発されたものである。
ジョイント部がMSに限らない世界的な共通規格に統一されているため、様々なものとドッキングが可能であり、耐熱カプセル（大型でないスペースシャトル）と結合した「人員・物資輸送用タイプ」、火砲や爆弾を有する軍用機と結合した「飛行機動砲台ないし戦略重爆撃機タイプ」といった運用例もある。
ゲイツなどの台頭で旧式機に引き下げられたザフト第1世代MSの延命プログラムの一種として、ジンやシグーなどのアップグレード兵装にも使われ、供給される大電力をもってMS側に様々な携行兵装としてのビーム兵器を持たせる火力向上や、後付けのPS装甲化を施したマイナーチェンジ機に対する半永久機関の役割などに機能し、旧式機を同時代の最新鋭機に匹敵するポテンシャルまで引き上げることに成功した。
MS側の腕で操作する開閉式の耐熱シェルを備えさせた状態は「惑星強襲機型」と呼ばれ、GAT-XシリーズやZGMF-Xシリーズなどの高性能機でしか成し得なかったMS単独での大気圏再突入を実現可能とした。また、耐熱シェル部分を親機ミーティアと同一のウェポンアームに換装することも可能である。
後年の『DESTINY ASTRAY』には、本器とシェル付きアームにロケット弾ポッドや多数の砲口などを加えた「ジャンク屋改造バージョン」が登場している。
劇中での活躍
アニメ本編では未登場。外伝シリーズではユニウス条約調印式典にかかわるエピソードなどに登場し、ジャンク屋組合にて解体待ちだった本器を持ち出したジャン・キャリー駆るM1アストレイやM1Aアストレイにて使用され、ノーマル型と改造型の2種類が使い分けられた。